# سگی که کریسمس را نجات داد
سگی که کریسمس را نجات داد (به انگلیسی The Dog Who Saved Christmas) یک فیلم تلویزیونی (تله فیلم) در تلویزیون ای بی سی خانوادگی (ABC Family)، در ژانر هیجانی به کارگردانی مایکل فایفر ساخت شرکت های فیلم سازی آمریکا به زبان انگلیسی در طول ۸۸ دقیقه است.

## داستان
خلاصه فیلم: داستان دربارهٔ یک سگ و اتفاقاتی که در آستانه کریسمس برای خودش و خانواده ای که از او نگهداری می کنند می افتد.